# Plop-Știubei
Plop-Știubei è un comune della Moldavia situato nel distretto di Căușeni di 1.789 abitanti al censimento del 2004.